# Stagiarii
Stagiarii (în rusă Стажёры, transliterat: Stajiorî) este un roman științifico-fantastic din 1962 scris de Arkadi și Boris Strugațki. Prezintă unele legături cu viitoarea serie de romane care formează Universul Amiază. Este ultimul roman Hard science fiction al fraților  Strugațki.

## Prezentare
- Timpul acțiunii : viitorul apropiat, începutul secolului XXI .
- Locul : Sistemul Solar.
- Structura socială : comunismul victorios

## Previziuni astronomice
În roman, autorii au prezis existența inelelor la toate planetele uriașe. În momentul scrierii, erau cunoscute numai inelele lui Saturn, dar textul prezintă afirmații specifice despre prezența inelelor și la planetele Jupiter (inele descoperite în 1979), Uranus (inele descoperite în 1977) și Neptun (inele descoperite în 1989).